# Élections législatives de 1968 dans la Haute-Saône
Les élections législatives françaises de 1968 se déroulent les 23 et 30 juin 1968. Dans le département de la Haute-Saône, deux députés sont à élire dans le cadre de deux circonscriptions.

## Élus
| Circonscription | Député sortant    | Parti | Parti          | Député élu ou réélu  | Parti | Parti |
| --------------- | ----------------- | ----- | -------------- | -------------------- | ----- | ----- |
| 1re             | Pierre Vitter     |       | RI             | Pierre Vitter        |       | RI    |
| 2e              | Jacques Maroselli |       | FGDS (Radical) | Jean-Jacques Beucler |       | UDR   |

## Résultats

### Résultats à l'échelle du département
| Parti          | Parti                                           | Premier tour | Premier tour | Second tour | Second tour | Sièges |
| Parti          | Parti                                           | Voix         | %            | Voix        | %           | Sièges |
| -------------- | ----------------------------------------------- | ------------ | ------------ | ----------- | ----------- | ------ |
|                | Républicains indépendants                       | 29 864       | 28,31        |             |             | 1      |
|                | Union pour la défense de la République          | 26 089       | 24,73        | 28 794      | 50,38       | 1      |
|                | Union des républicains de progrès               | 55 953       | 53,04        | 28 794      | 50,38       | 2      |
|                |                                                 |              |              |             |             |        |
|                | Parti radical                                   | 23 582       | 22,35        | 28 363      | 49,62       | 0      |
|                | Convention des institutions républicaines       | 12 782       | 12,12        |             |             | 0      |
|                | Fédération de la gauche démocrate et socialiste | 36 364       | 34,47        | 28 363      | 49,62       | 0      |
|                |                                                 |              |              |             |             |        |
|                | Parti communiste français                       | 10 003       | 9,48         |             |             | 0      |
|                | Parti socialiste unifié                         | 1 713        | 1,62         | 0           |             |        |
|                | Parti radical                                   | 1 463        | 1,39         | 0           |             |        |
|                |                                                 |              |              |             |             |        |
| Inscrits       | Inscrits                                        | 131 458      | 100,00       | 66 817      | 100,00      | 2      |
| Abstentions    | Abstentions                                     | 23 458       | 17,84        | 8 871       | 13,28       |        |
| Votants        | Votants                                         | 108 000      | 82,16        | 57 946      | 86,72       |        |
| Blancs et nuls | Blancs et nuls                                  | 2 504        | 2,32         | 789         | 1,36        |        |
| Exprimés       | Exprimés                                        | 105 496      | 97,68        | 57 157      | 98,64       |        |

### Résultats par circonscription

#### Première circonscription (Vesoul)
|                | Pierre Vitter sortant réélu | RI (URP)       | 29 864 | 58,89  |  |  |  |
|                | Gabriel Bergougnoux         | FGDS (CIR)     | 12 782 | 25,2   |  |  |  |
|                | André Vuillien              | PCF            | 4 891  | 9,64   |  |  |  |
|                | Guy Vieuxmaire              | PSU            | 1 713  | 3,38   |  |  |  |
|                | Jean Herbert                | Divers gauche  | 1 463  | 2,88   |  |  |  |
|                |                             |                |        |        |  |  |  |
| Inscrits       | Inscrits                    | Inscrits       | 64 631 | 100,00 |  |  |  |
| Abstentions    | Abstentions                 | Abstentions    | 12 686 | 19,63  |  |  |  |
| Votants        | Votants                     | Votants        | 51 945 | 80,37  |  |  |  |
| Blancs et nuls | Blancs et nuls              | Blancs et nuls | 1 232  | 2,37   |  |  |  |
| Exprimés       | Exprimés                    | Exprimés       | 50 713 | 97,63  |  |  |  |

#### Deuxième circonscription (Lure)
| Candidat       | Candidat                  | Parti          | Premier tour | Premier tour | Second tour | Second tour |  |
| Candidat       | Candidat                  | Parti          | Voix         | %            | Voix        | %           |  |
| -------------- | ------------------------- | -------------- | ------------ | ------------ | ----------- | ----------- |  |
|                | Jean-Jacques Beucler élu  | UDR (URP)      | 26 089       | 47,62        | 28 794      | 50,38       |  |
|                | Jacques Maroselli sortant | FGDS (Radical) | 23 582       | 43,05        | 28 363      | 49,62       |  |
|                | Michel Federspiel         | PCF            | 5 112        | 9,33         |             |             |  |
|                |                           |                |              |              |             |             |  |
| Inscrits       | Inscrits                  | Inscrits       | 66 827       | 100,00       | 66 817      | 100,00      |  |
| Abstentions    | Abstentions               | Abstentions    | 10 772       | 16,12        | 8 871       | 13,28       |  |
| Votants        | Votants                   | Votants        | 56 055       | 83,88        | 57 946      | 86,72       |  |
| Blancs et nuls | Blancs et nuls            | Blancs et nuls | 1 272        | 2,27         | 789         | 1,36        |  |
| Exprimés       | Exprimés                  | Exprimés       | 54 783       | 97,73        | 57 157      | 98,64       |  |